# استفانیت
استفانیت  (به انگلیسی: Stephanite) با فرمول شیمیایی  از مجموعه کانی هاست و با آب تمیز می‌گردد و از نور محفوظ بماند-کانیهای مشابه پلی بازیت و آکانتیت که از نظر فرم بلورها، سختی و چگالی قابل تفکیک است. از نام مدیر معادن اتریشA.Stephan مشتق شده‌است. با شعله ذوب می‌شود. دراسیدنیتریک گرم حل می‌شود. با آب تمیز می‌گردد. Ag:۶۸٫۳۳٪ Sb:۱۵٫۴۲٪ S:۱۶٫۲۵٪ با انکلوزیون‌های As,Fe,Cu برای اولین بار در چک اسلواکی کشف شد و از نظر شکل بلور: منشورهای کوتاه - پهن و ضخیم، رنگ: سیاه، شفافیت: کدر(اپاک)، شکستگی: صدفی - نامساوی، جلا: فلزی - مات، رخ: ناقص، سیستم تبلور: رمبوئدریک است و منشأ تشکیل آن هیدروترمال - ثانوی است.
همایند کانی‌شناسی (پارانژ) آن کانیهای - پلی بازیت - آکانتیت- نقره- پیرارگیریت- آکانتیت است
کاربرد آن: کانسار نقره، از نظر ژیزمان بلوری - تجمع دانه‌ای - توده‌ای تقریباً کمیاب است و بیشتر در آلمان شرقی و غربی، چک اسلواکی، ایتالیا، آمریکا، مکزیک یافت می‌شود.